# ベルナルド・シウバ
- ベルナルド・シルヴァ
- ベルナルド・シウヴァ

ベルナルド・シルバ（Bernardo Mota Veiga de Carvalho e Silva, 1994年8月10日 - ）は、ポルトガル・リスボン出身のサッカー選手。プレミアリーグ・マンチェスター・シティ所属。ポルトガル代表。ポジションはミッドフィールダー（攻撃的ミッドフィールダー、セントラル・ミッドフィールダー）。

## 経歴

### クラブ

#### ベンフィカ
2002年に地元・リスボンを本拠地とするベンフィカの下部組織に入団。2013年にBチームに昇格し、38試合7得点を記録。2013年10月19日に行われたタッサ・デ・ポルトガルのシンファンイス戦でトップチームデビューを果たしたが、ポジションを掴むことはできなかった。

#### モナコ

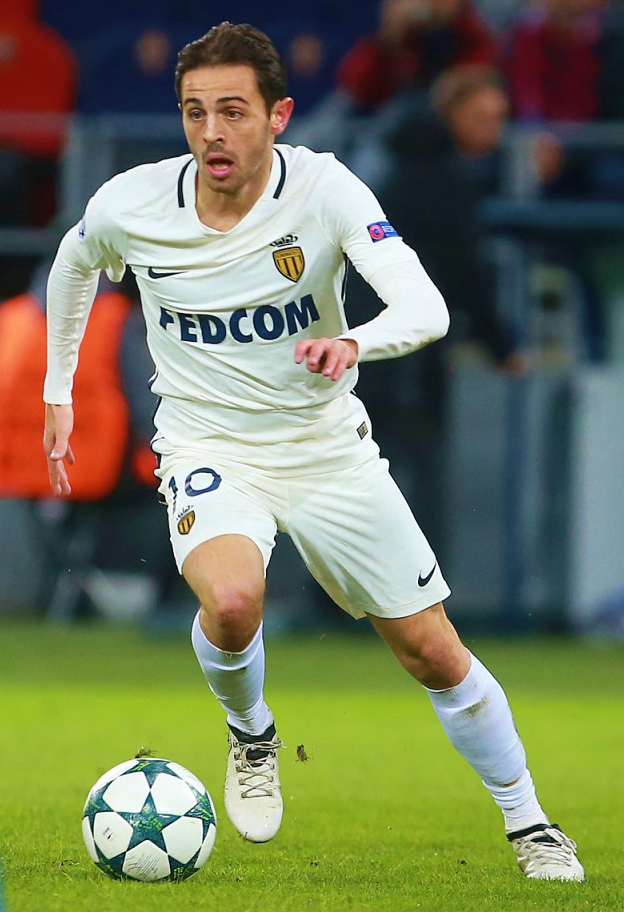
UEFAチャンピオンズリーグ 2016-17のCSKAモスクワ戦（2016年10月）

2014年に同郷のレオナルド・ジャルディムが率いるリーグ・アンのASモナコへレンタル移籍。ハメス・ロドリゲスやラダメル・ファルカオらを失ったチームの中心選手として期待以上の結果を残し、2015年1月には完全移籍と2019年までの契約を勝ち取った。最終的に2014-15シーズンにはUEFAチャンピオンズリーグでCLデビュー戦を含む7試合出場し、モナコのベスト8進出に貢献した。
2016-17シーズンには2016年10月18日に行われたUEFAチャンピオンズリーググループリーグ・CSKAモスクワ戦で同点ゴールを決めるなどの活躍を見せ、モナコのベスト4入りに貢献。2017年1月17日のオリンピック・マルセイユ戦では2ゴールを決め、最終的に8得点を記録し、モナコのリーグ・アン制覇に貢献した。

#### マンチェスター・シティ
2017年5月26日、マンチェスター・シティFCに完全移籍することが発表された。8月12日、ブライトン戦でセルヒオ・アグエロに代わって途中出場し、プレミアリーグ初出場を果たした。10月14日、ストーク・シティFC戦で移籍後初ゴールを挙げた。移籍初年度にプレミアリーグ制覇を経験した。
2019年3月13日、クラブとの契約を2025年まで延長したことを発表した。2018-19シーズンは、マンチェスターダービーでゴールを決めるなど、公式戦51試合に出場し13得点を記録する活躍を見せ、PFAベストイレブンに選出された。さらに、クラブのシーズン最優秀選手に選出された。
2018-19シーズン、ラヒーム・スターリングを左ウイングに、シウバを右ウイングに置く形が固定され、序盤からポジションを確保する。9月21日のワトフォード戦でハットトリックを決め、8-0での勝利に貢献した。

### 代表

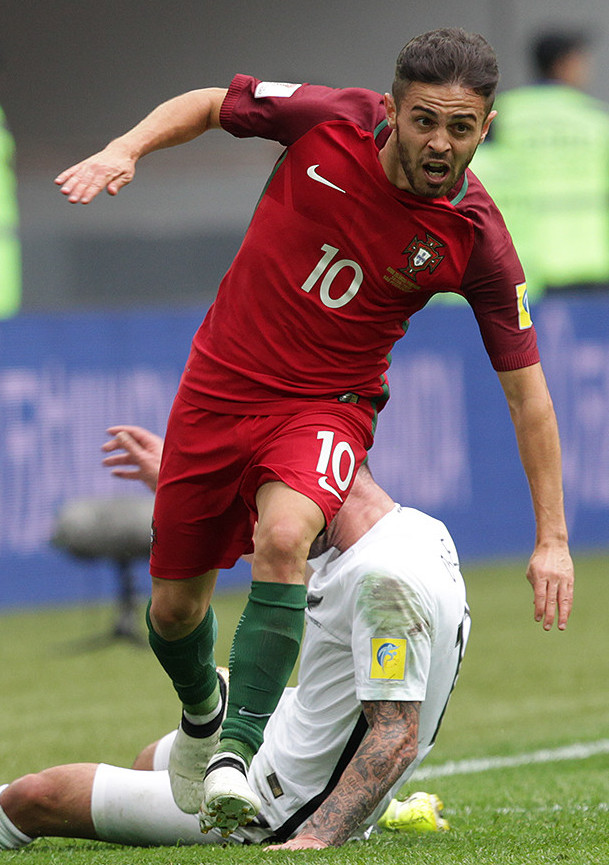
コンフェデ杯2017のニュージーランド戦（2017年6月）

2013年からポルトガルU-21代表に招集されており、2015年に行われたU-21欧州選手権2015では準決勝のドイツ戦で先制点を記録し、5-0の大勝に貢献。決勝のスウェーデン戦ではPK戦の末に敗れたが、大会を通して活躍し、大会ベストイレブンにも選出された。
世代別代表での活躍が評価され、2015年3月に行われたカーボベルデ戦でA代表デビューを果たした。2016年9月1日のジブラルタルとの親善試合で代表初得点を挙げた。
2022年10月、カタールで開催される2022 FIFAワールドカップに向けたポルトガル代表の暫定55人メンバーに選出された。その後、最終的に大会本戦に向けた26人のメンバーにも選出された。2024年5月21日、UEFA EURO 2024のための26人のメンバーにも選ばれた。

## プレースタイル
本職は攻撃的ミッドフィールダーやセントラル・ミッドフィールダーであったが、マンチェスター・シティにおいては右ウイングや右サイドハーフなども務めていた。その他にもセンターフォワード、セカンドストライカー、左ウイング、左サイドハーフとしてもプレーすることができる。
相手がわずかに足が届かないところへボールを運ぶ独特なリズムのドリブルでチャンスを創出するテクニシャンであり、必要時には守備も行う献身性も兼ね備える。

## エピソード
- 2020年7月2日、2019-20シーズンのプレミアリーグはリヴァプールFCが前試合に優勝を決め、ちょうど当日の試合はリヴァプールの優勝決定後のマンチェスター・シティとの対戦となっていた。試合前、シティの選手達は花道を作り、リヴァプールの優勝を讃えるべく相手チームの選手をピッチ上に送り出したが、ベルナルド・シウバは拍手も拒否し、花道から先に抜け出してベンチに下がったことで非難を浴びた。因みに試合の方はシティが4-0で大勝している[21]。

## 個人成績

### クラブ
2022-23シーズン終了時点
| クラブ                 | シーズン | リーグ戦       | リーグ戦 | リーグ戦 | カップ戦 | カップ戦 | リーグ杯 | リーグ杯 | 国際大会 | 国際大会 | その他 | その他 | 合計 | 合計 |
| クラブ                 | シーズン | ディビジョン   | 出場     | 得点     | 出場     | 得点     | 出場     | 得点     | 出場     | 得点     | 出場   | 得点   | 出場 | 得点 |
| ---------------------- | -------- | -------------- | -------- | -------- | -------- | -------- | -------- | -------- | -------- | -------- | ------ | ------ | ---- | ---- |
| ベンフィカB            | 2013-14  | セグンダ       | 38       | 7        | -        | -        | -        | -        | -        | -        | -      | -      | 38   | 7    |
| ベンフィカ             | 2013–14  | プリメイラ     | 1        | 0        | 1        | 0        | 1        | 0        | 0        | 0        | 0      | 0      | 3    | 0    |
| モナコ                 | 2014-15  | リーグ・アン   | 15       | 2        | 1        | 1        | 2        | 0        | 3        | 0        | 0      | 0      | 21   | 3    |
| モナコ                 | 2014–15  | リーグ・アン   | 17       | 7        | 2        | 0        | 1        | 0        | 4        | 0        | 0      | 0      | 24   | 7    |
| モナコ                 | 2015–16  | リーグ・アン   | 32       | 7        | 3        | 0        | 1        | 0        | 8        | 0        | 0      | 0      | 44   | 7    |
| モナコ                 | 2016-17  | リーグ・アン   | 37       | 8        | 3        | 0        | 3        | 0        | 15       | 3        | 0      | 0      | 58   | 11   |
| モナコ                 | 通算     | 通算           | 101      | 24       | 9        | 1        | 7        | 0        | 30       | 3        | 0      | 0      | 147  | 28   |
| マンチェスター・シティ | 2017-18  | プレミアリーグ | 35       | 6        | 3        | 1        | 6        | 1        | 9        | 1        | 0      | 0      | 53   | 9    |
| マンチェスター・シティ | 2018-19  | プレミアリーグ | 36       | 7        | 4        | 2        | 2        | 0        | 8        | 4        | 1      | 0      | 51   | 13   |
| マンチェスター・シティ | 2019–20  | プレミアリーグ | 34       | 6        | 4        | 1        | 6        | 1        | 7        | 0        | 1      | 0      | 52   | 8    |
| マンチェスター・シティ | 2020–21  | プレミアリーグ | 26       | 2        | 3        | 2        | 3        | 0        | 13       | 1        | 0      | 0      | 45   | 5    |
| マンチェスター・シティ | 2021–22  | プレミアリーグ | 35       | 8        | 3        | 2        | 0        | 0        | 11       | 3        | 1      | 0      | 50   | 13   |
| マンチェスター・シティ | 2022-23  | プレミアリーグ | 34       | 4        | 5        | 0        | 2        | 0        | 13       | 3        | 1      | 0      | 55   | 7    |
| マンチェスター・シティ | 通算     | 通算           | 200      | 33       | 22       | 8        | 19       | 2        | 61       | 12       | 4      | 0      | 306  | 55   |
| 総通算                 | 総通算   | 総通算         | 340      | 64       | 32       | 9        | 27       | 2        | 91       | 15       | 4      | 0      | 494  | 90   |

### 代表
出場大会
- U-21ポルトガル代表
  - 2015年 - UEFA U-21欧州選手権（準優勝）
- ポルトガル代表
  - 2017年 - コンフェデレーションズカップ（ベスト4）
  - 2018年 - FIFAワールドカップ（ベスト16）
  - 2018年 - UEFAネーションズリーグ2018-19
  - 2020年 - UEFAネーションズリーグ2020-21
  - 2021年 - UEFA EURO 2020
  - 2022年 - 2022 FIFAワールドカップ (ベスト8)

試合数
2023年11月19日現在
- 国際Aマッチ 87試合11得点（2015年-）[22]

| ポルトガル代表 | 国際Aマッチ | 国際Aマッチ |
| 年             | 出場        | 得点        |
| -------------- | ----------- | ----------- |
| 2015           | 5           | 0           |
| 2016           | 4           | 1           |
| 2017           | 12          | 1           |
| 2018           | 12          | 1           |
| 2019           | 10          | 3           |
| 2020           | 8           | 1           |
| 2021           | 13          | 1           |
| 2022           | 14          | 0           |
| 2023           | 9           | 3           |
| 2024           |             |             |
| 通算           | 87          | 11          |

### 代表での得点
| #   | 開催日         | 開催地                                             | 対戦国                   | スコア | 結果 | 大会                                 |
| --- | -------------- | -------------------------------------------------- | ------------------------ | ------ | ---- | ------------------------------------ |
| 1.  | 2016年9月2日   | ポルト、エスタディオ・ド・ベッサ                   | ジブラルタル             | 4-0    | 5-0  | 国際Aマッチ                          |
| 2.  | 2017年6月24日  | サンクトペテルブルク、ガスプロム・アリーナ         | ニュージーランド         | 3-0    | 4-0  | FIFAコンフェデレーションズカップ2017 |
| 3.  | 2018年9月11日  | ホジュフ、シレジア競技場                           | ポーランド               | 3-1    | 3-2  | UEFAネーションズリーグ2018-19        |
| 4.  | 2019年9月8日   | ベオグラード、スタディオン・ツルヴェナ・ズヴェズダ | セルビア                 | 2-4    | 2-4  | UEFA EURO 2020予選                   |
| 5.  | 2019年10月11日 | リスボン、エスタディオ・ジョゼ・アルヴァラーデ     | ルクセンブルク           | 1-0    | 3-0  | UEFA EURO 2020予選                   |
| 6.  | 2019年11月14日 | ファロ、エスタディオ・アルガルヴェ                 | リトアニア               | 5–0    | 6–0  | UEFA EURO 2020予選                   |
| 7.  | 2020年10月14日 | リスボン、エスタディオ・ジョゼ・アルヴァラーデ     | スウェーデン             | 1–0    | 3–0  | UEFAネーションズリーグ2020-21        |
| 8.  | 2021年9月7日   | バクー、バクー・オリンピックスタジアム             | アゼルバイジャン         | 1-0    | 3-0  | 2022 FIFAワールドカップ・予選        |
| 9.  | 2023年3月23日  | リスボン、エスタディオ・ジョゼ・アルヴァラーデ     | リヒテンシュタイン       | 2-0    | 4-0  | UEFA EURO 2024予選                   |
| 10. | 2023年3月26日  | ルクセンブルク市、スタッド・ドゥ・ルクセンブルク   | ルクセンブルク           | 4-0    | 6-0  | UEFA EURO 2024予選                   |
| 11. | 2023年6月17日  | リスボン、エスタディオ・ダ・ルズ                   | ボスニア・ヘルツェゴビナ | 1-0    | 3-0  | UEFA EURO 2024予選                   |

## タイトル

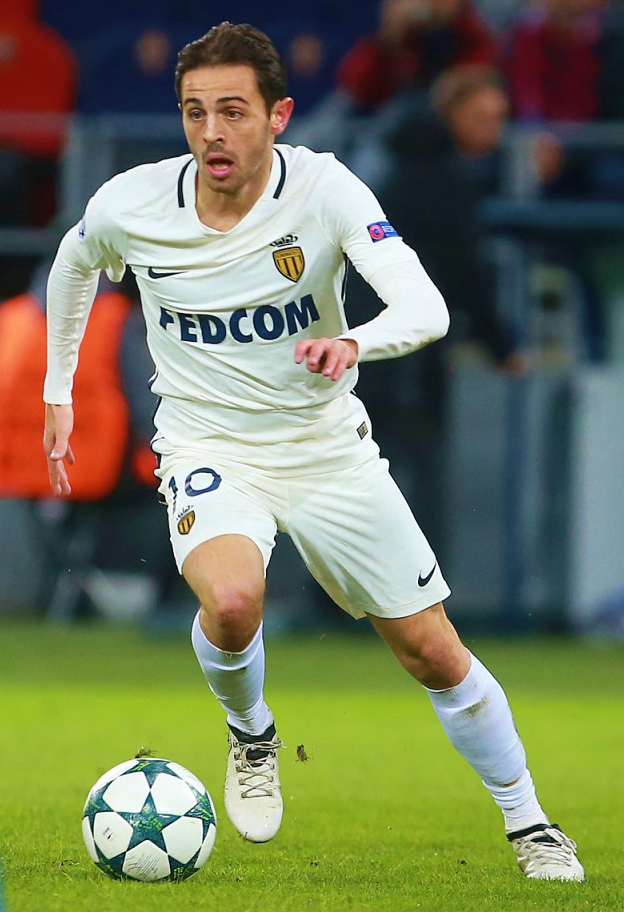
モナコ時代（2016年）

### クラブ
ベンフィカ
- プリメイラ・リーガ ： 2013-14
- タッサ・デ・ポルトガル ： 2013-14
- タッサ・ダ・リーガ ：2013-14

モナコ
- リーグ・アン：2016-17

マンチェスター・シティ
- プレミアリーグ：5回（2017-18, 2018-19, 2020-21, 2021-22, 2022-23）
- FAカップ：2回（2018-19, 2022-23）
- EFLカップ：4回（2017-18, 2018-19, 2019-20, 2020-21）
- コミュニティ・シールド：2回（2018, 2019）
- UEFAチャンピオンズリーグ：1回（2022-23）

### 代表
- UEFAネーションズリーグ：2018-19

### 個人
- リーグ・アン・ベストイレブン：2016-17
- PFA年間ベストイレブン：2018-19, 2021-2022
- マンチェスター・シティ年間最優秀選手賞：2018-19
- UEFAネーションズリーグ大会最優秀選手：2018-19